# Saint-Péver
Saint-Péver település Franciaországban, Côtes-d’Armor megyében. Lakosainak száma 388 fő (2022. január 1.). Saint-Péver Ploumagoar, Lanrodec, Plésidy, Saint-Adrien és Saint-Fiacre községekkel határos.

## Népesség
A település népessége az elmúlt években az alábbi módon változott:
| Lakosok száma | 358  | 303  | 316  | 350  | 404  | 428  | 402  | 387  | 383  | 388  |
|               | 1968 | 1982 | 1990 | 2006 | 2013 | 2015 | 2017 | 2019 | 2020 | 2022 |